# Pietrelcina
Pietrelcina é uma comuna italiana da região da Campania, província de Benevento, com cerca de 3.028 habitantes. Estende-se por uma área de 28 km², tendo uma densidade populacional de 108 hab/km². Faz fronteira com Benevento, Paduli, Pago Veiano, Pesco Sannita.  A Cidade é  conhecida por ter sido morada de Padre Pio, um famoso Santo da Igreja Católica.

## Demografia
| Variação demográfica do município entre 1861 e 2011                               |
|                                                                                   |
| Fonte: Istituto Nazionale di Statistica (ISTAT) - Elaboração gráfica da Wikipedia |